# 埃格尔哈姆
埃格尔哈姆是德国巴伐利亚州的一个市镇。总面积36.83平方公里，总人口2378人，其中男性1218人，女性1160人（2011年12月31日），人口密度65人/平方公里。